# SMS Lützow
Pour les articles homonymes, voir Lützow.
Le SMS Lützow est la deuxième unité de la dernière classe de croiseurs de bataille construits pour la Marine impériale allemande (Kaiserliche Marine) au début du XXe siècle. Le SMS Lützow porte le nom d'Adolf von Lützow, qui leva un corps franc de volontaires contre Napoléon Ier en 1813. Accessoirement, les couleurs de l'uniforme du Corps Franc de Lützow, noir, à liseré rouge et boutons or, seront récupérées par les partisans de l'unité allemande, et sont à l'origine du drapeau de l'Allemagne républicaine et du pavillon de la Reichsflotte de 1848 à 1851 et de la Marine allemande depuis 1949. Le SMS Lützow eut une carrière très courte. Entré en service en mars 1916, il sera coulé le 31 mai 1916, à la bataille du Jutland, ayant cependant montré  une force de frappe et une capacité de résistance considérables.

## Conception  et caractéristiques

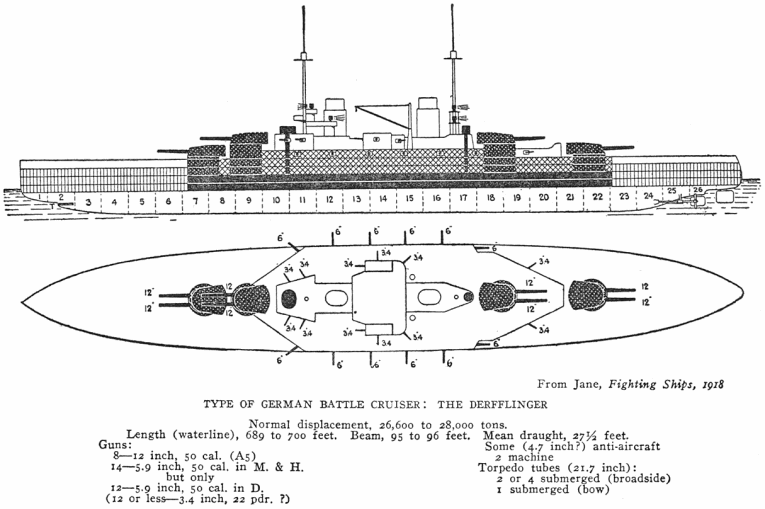
Plan des croiseurs de bataille de la classe Derfflinger, à partir du Jane's Fighting Ships de 1918

Les quatre premiers « grands croiseurs » allemands construits en réponse aux croiseurs de bataille britanniques ont été dotés de canons de 280 mm, plus ou moins puissants, disposés en quatre tourelles doubles, avec deux tourelles centrales en abord et en échelon, sur le SMS Von der Tann, ou avec une cinquième tourelle, axiale arrière, sur la classe Moltke ou le SMS Seydlitz, alors que les plus récents croiseurs de bataille britanniques, la classe Lion, allaient porter cinq tourelles axiales au calibre de 343 mm. Il fut donc décidé, à l'été 1911, d'installer sur le « croiseur K » (qui devait devenir le SMS Derfflinger), et sur l'Ersatz Kaiserin Augusta (qui devint le SMS Lützow) puis, en 1912, sur l'Ersatz Hertha (le futur SMS Hindenburg), les canons de 305 mm, déjà utilisés sur les cuirassés allemands, depuis la classe Helgoland. Il fut choisi de les disposer en quatre tourelles doubles, superposées deux à deux à l'avant et à l'arrière. Sur la classe Derfflinger, les deux tourelles arrière, "Cæsar" et "Dora", étaient assez éloignées l'une de l'autre, les barbettes étant situées de part et d'autre de la salle des turbines.  
Le dessin de la coque fut modifié, le gaillard d'avant, dont étaient dotés le SMS Von der Tann, la classe Moltke et le SMS Seydlitz, étant abandonné pour un pont principal flush deck, sur lequel était installée la batterie secondaire de 150 mm, portée à quatorze canons, toujours sous casemates, mais qui  restait « humide » à grande vitesse par mer forte. Le blindage était en épaisseur identique à celui du SMS Seydlitz, 300 mm en ceinture, mais atteignait 270 mm sur les tourelles et 260 mm sur les barbettes de l'artillerie principale.
La longueur des bâtiments était portée à 210 m, et le rapport longueur/largeur était de 7,24, au lieu de 7,06 pour le SMS Seydlitz. D'un déplacement de près de 27 000 tonnes, il était doté de machines, comportant quatorze chaudières à charbon, et huit chaudières à mazout alimentant deux groupes de turbines entraînant quatre hélices, qui développaient  63000 ch, et la vitesse maximale au déplacement de combat était équivalente à celle du SMS Seydlitz. Le poids du système propulsif était de 2 916 tonnes, soit un rapport poids/puissance de 46,3 kg/cv, meilleur que sur le HMS Tiger où il était de 54,4 kg/cv.

## Histoire
Le SMS Lützow a été commandé pour remplacer le croiseur protégé Kaiserin Augusta, qui avait à cette époque 20 ans d'âge. Construit par les chantiers Schichau à Dantzig, il a été mis sur cale en mai 1912 et il a été lancé le 29 novembre 1913. Le 8 août 1915, le SMS Lützow a commencé ses essais, puis il a été envoyé à Kiel le 23 août, pour y recevoir ses équipements, y compris l'armement. Pendant ses essais, le 25 octobre la turbine à basse pression bâbord a été endommagée. Les réparations ont été conduites à Kiel jusqu'à fin janvier 1916. Après de nouveaux essais, achevés le 19 février, le SMS Lützow a été assigné le 20 mars au 1er groupe de reconnaissance de la Hochseeflotte, et a rejoint sa nouvelle unité quatre jours plus tard. 
Il participe au raid contre Yarmouth et Lowestoft, le 24-25 avril 1916, au cours duquel le SMS Seydlitz est endommagé par une mine, et le contre amiral Boedicker (de), qui remplace momentanément le vice amiral Hipper, malade, met sa marque de commandement du 1er groupe de reconnaissance sur le SMS Lützow. Lorsque le vice amiral Hipper rentre de son congé de maladie, le 20 mai, il met sa marque sur le SMS Lützow.
Au Jutland, le SMS Lützow conduit donc l'escadre des croiseurs de bataille. Dès le début de la rencontre avec les bâtiments du vice amiral Beatty, il a été engagé dans un duel à coups de canons de gros calibre avec le HMS Lion, avec des impacts réciproques qui, d'abord, n'eurent rien de décisif, mais vers 16 heures, le SMS Lützow endommagea très gravement le croiseur de bataille britannique, dont la destruction de la tourelle centrale, Q, eût été bien près d'entraîner la perte totale, si la soute à munitions n'avait pas été noyée in extremis. À partir de 17 h, le combat cessa avec les croiseurs de bataille du vice amiral Beatty, qui s'éloignaient vers le nord, mais s'est poursuivi avec la 5e Escadre de Bataille, dont les quatre cuirassés de la classe Queen Elizabeth portaient des canons de 381 mm, qui surclassaient nettement en portée et en puissance les canons de 305 mm allemands. Mais vers 18 h, surgirent de l'est les croiseurs cuirassés de la 1re escadre de croiseurs du contre-amiral Arbuthnot, suivis de la 3e escadre de croiseurs de bataille du contre-amiral Hood, qui ont malmené les croiseurs légers du 2e groupe de reconnaissance allemand. Pris sous le feu du SMS Lützow et des cuirassés de la 3e escadre de bataille allemande, les plus puissants de la Hochseeflotte, le croiseur cuirassé HMS Defence explosa, et les HMS Black Prince et Warrior ont été désemparés. Dans un duel avec le HMS Invincible, le SMS Lützow reçut deux impacts sous la ligne de flottaison à hauteur de ses tubes lance-torpilles, derrière lesquels la cloison anti-torpilles n'avait pas été installée, faute de place. En résulta un envahissement immédiat des compartiments avant, qui n'aura finalement pas pu être maîtrisé. Mais vers 18 h 30, sous le feu conjoint du SMS Derfflinger et du SMS Lützow, le HMS Invincible a explosé. À 19 h, le vice-amiral Hipper avait dû quitter son navire amiral, très avarié, qui est sorti de la ligne, pour essayer de regagner sa base. Au cours de cette retraite, le croiseur de bataille a encore reçu plusieurs obus de gros calibre sur les tourelles "Bruno" et "Dora". Mais l'avant s'enfonçait tellement que les hélices ont fini par battre l'air, et dans la nuit, le bâtiment a dû être abandonné et les torpilleurs d'escorte ont recueilli son équipage avant de l'achever.
Le SMS Lützow qui a reçu vingt-quatre obus de gros calibre et a perdu une centaine d'hommes d'équipage aura été le seul cuirassé du type Dreadnought perdu au combat par la Marine Impériale allemande.